# Godstone
Godstone är en ort och civil parish  i Storbritannien.   Den ligger i grevskapet Surrey och riksdelen England, i den södra delen av landet, 29 km söder om huvudstaden London. Godstone ligger 104 meter över havet och antalet invånare är 2 498.
Terrängen runt Godstone är lite kuperad, och sluttar söderut. Runt Godstone är det tätbefolkat, med 343 invånare per kvadratkilometer. Närmaste större samhälle är Sutton, 14,5 km nordväst om Godstone. Trakten runt Godstone består till största delen av jordbruksmark.